# Kibeho
Kibeho è un settore (imirenge) del Ruanda, parte della Provincia Meridionale e del distretto di Nyaruguru.
È noto per le apparizioni mariane che vi si verificarono tra il 28 novembre 1981 e il 28 novembre 1989 (vedi Apparizioni di Kibeho).
Durante il genocidio ruandese che contrappose Tutsi e Hutu fu sede di due massacri. Il 14 aprile 1994 circa 20.000 Tutsi si rifugiarono nella chiesa parrocchiale e furono massacrati dagli Hutu.
Nell'aprile 1995 il villaggio ospitava un campo profughi "protetto" da 32 militari australiani sotto l'egida dell'UNAMIR. Il 22 aprile militari irregolari Tutsi vi massacrarono tra i 4000 e 8000 (altre fonti: 500-2000) Hutu.